# Wdowik białopręgi
Wdowik białopręgi, wdóweczka (Knipolegus aterrimus) – gatunek małego ptaka z rodziny tyrankowatych (Tyrannidae).

## Występowanie
Żyje w Ameryce Południowej, na rzadko porośniętej krzewami pampie.

## Morfologia
Wdowik białopręgi osiąga długość ciała 16–18 cm; waży 14,8–24,5 g. Samiec ma barwę jednolicie, metalicznie czarną, z szerokim białym pasem na dolnej stronie skrzydeł, a natomiast samica jest ubarwiona szarobrunatnie, z dwoma jasnymi prążkami na skrzydłach oraz rudawym, długim i stopniowanym ogonem.

## Pożywienie
Wdowik białopręgi odżywia się chwytanymi w locie owadami.

## Rozród
Samica wysiaduje zwykle 3–4 jaja przez ok. 20 dni, natomiast samiec bardzo aktywnie uczestniczy w karmieniu piskląt.

## Podgatunki
Międzynarodowy Komitet Ornitologiczny (IOC) wyróżnia 3 podgatunki K. aterrimus:
- wdowik białorzytny (K. a. heterogyna) von Berlepsch, 1907 – północne Peru
- K. a. anthracinus Heine, 1860 – południowe Peru i zachodnia Boliwia
- wdowik białopręgi (K. a. aterrimus) Kaup, 1853 – wschodnia Boliwia, Paragwaj i zachodnia Argentyna

Niektórzy systematycy, np. autorzy Handbook of the Birds of the World Alive, uznają wdowika białorzytnego (K. a. heterogyna) za osobny gatunek.

## Status
IUCN od 2016 roku dzieli ten takson na dwa osobne gatunki: K. aterrimus i K. heterogyna; oba zalicza do kategorii „najmniejszej troski” (LC, Least Concern), a trend ich liczebności uznaje za stabilny. Przed taksonomicznym podziałem gatunek ten opisywany był jako dość pospolity.